# Новиков Олександр Васильович (земський діяч)
Олександр Васильович Новиков (11 травня 1843, Керч — 26 січня 1916, Керч) — земський діяч, депутат Державної думи I скликання від Таврійської губернії.

## Біографія
Син керченського купця. У 1852 році вступив до Сімферопольської гімназії, закінчив у ній два класи, і був змушений разом із сім'єю перебратися до Харкова через початок Кримської війни. Закінчив там 1860 року 2-у Харківську гімназію. Вступив до Московського університету спочатку на фізико-матаматичний факультет, потім перевівся на юридичний.
1861 року, під час студентства, був членом гуртка Заїчневського — Аргіропуло. За деякими відомостями якийсь час утримувався в Петропавлівській фортеці. У 1860-х роках, захопившись громадським рухом, університет не закінчив. Тільки в 1870 витримав іспит в університеті на звання кандидата прав.

### Політична діяльність у Криму
У 1868—1890 роках був голосним міської думи в Керчі.
З 1872 — голосний Феодосійського повітового, з 1873 — Таврійського губернського земських зборів. У 1888—1890 роках — Керченський міський голова. З 1878 — почесний мировий суддя. З 1890 — директор міського банку.
З 1892 — член Феодосійської повітової земської управи без змісту.
Прихильник загального виборчого права, громадянської свободи, рівноправності національностей та інших. Член Конституційно-демократичної партії входив до складу її групи Феодосії. за своїми політичними поглядами стоїть правому фланзі Партії «народної свободи», примикаючи частково до програми «Партії демократичних реформ».
27 березня 1906 р. обраний до Державної думи I скликання від загального складу виборщиків Таврійських губернських виборчих зборів. Увійшов до Конституційно-демократичної фракції та до складу комісії про дослідження незакономірних дій посадових осіб. Поставив свій підпис під законопроектом «Про громадянську рівність».